# Kulturlandschaft Moritzburg

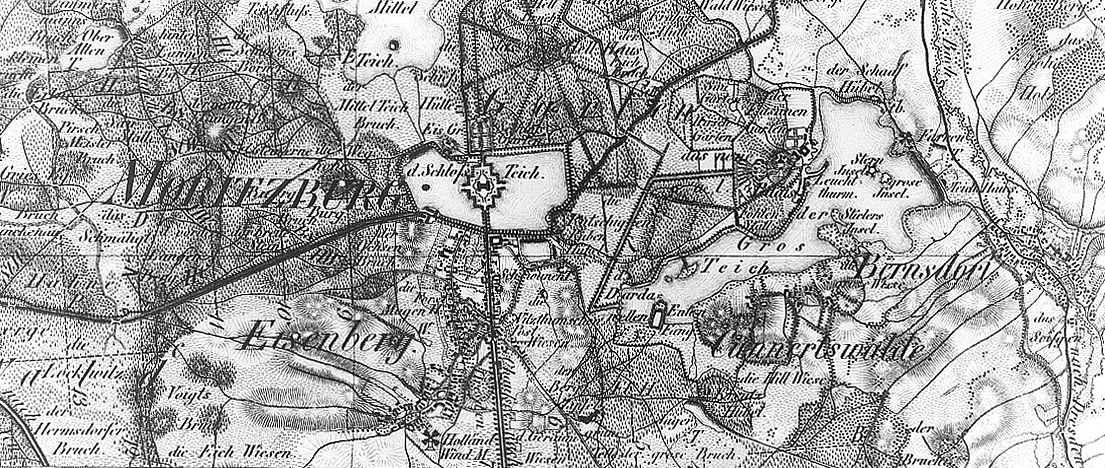
Historische Karte Moritzburg 1841/43

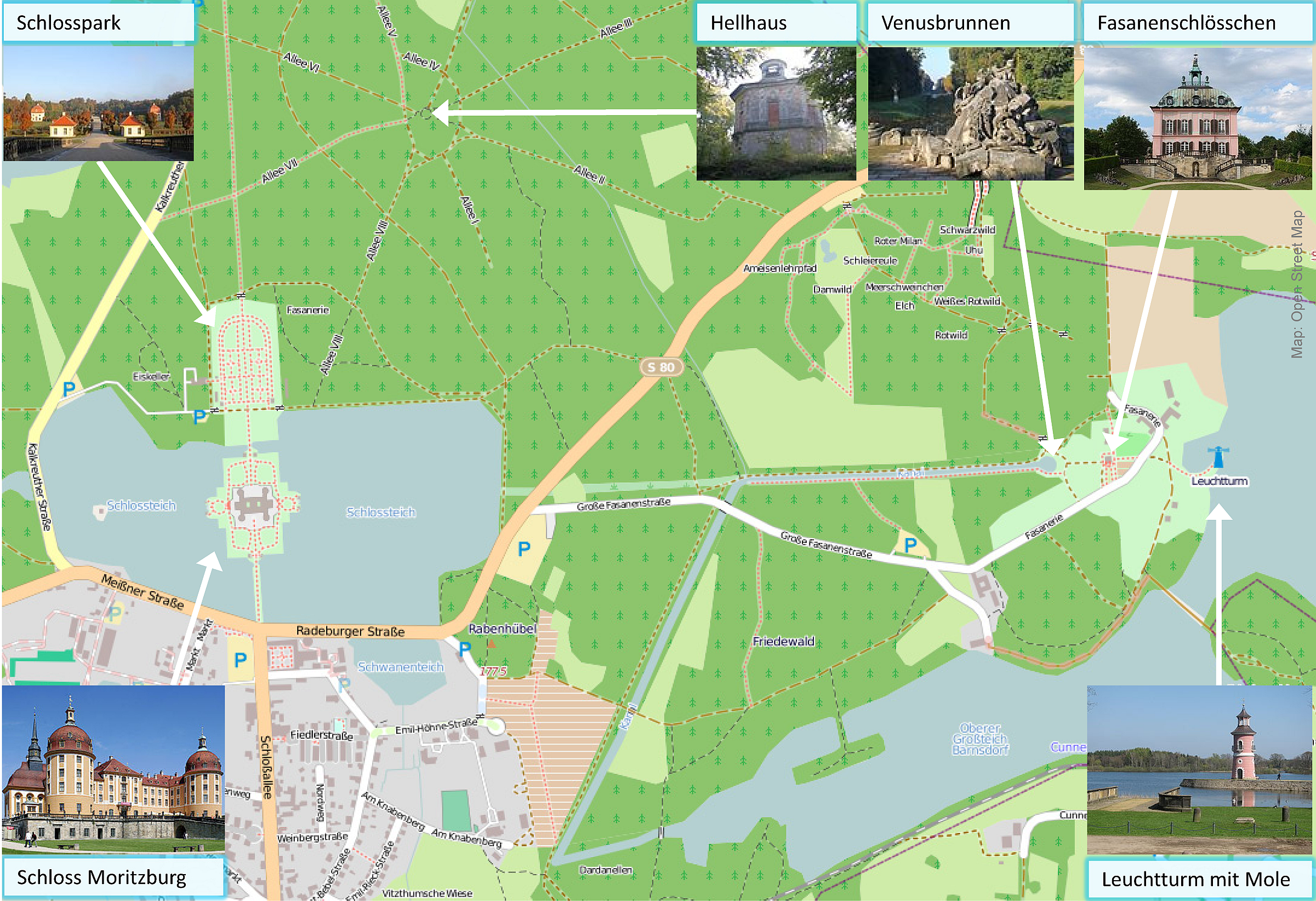
Karte der Moritzburg Kulturlandschaft

Die Kulturlandschaft Moritzburg ist eine unter Denkmalschutz stehende, in der Denkmalliste des Landes Sachsen als Sachgesamtheit (ID-Nr. 09301072) eingetragene Kulturlandschaft im Gebiet der Gemeinde Moritzburg nördlich von Dresden. Sie besteht aus Wald-, Park- und Gartenanlagen, Teichanlagen mit Inseln und zahlreichen Gebäuden und ist eine der bedeutendsten barocken Jagdschloss- und Jagdparkanlagen Deutschlands. Die Einzeldenkmale sind von baugeschichtlicher, kunstgeschichtlicher, forst- und jagdgeschichtlicher und landschaftsgestaltender Bedeutung.

## Topographie
Siehe auch: Liste der Kulturdenkmale in Moritzburg (Sachsen)
Das Areal bildet einen ab dem 17. Jahrhundert entstandenen Komplex an Landschaftsarchitektur.
Die Kulturlandschaft liegt im Moritzburger Land und umfasst die Katastergebiete von Moritzburg, Bärnsdorf, Bernsdorf, Cunnertswalde und Reichenberg. Zur Sachgesamtheit Kulturlandschaft Moritzburg gehören die folgenden Sachgesamtheitsbestandteile und Einzeldenkmale:
- Schloss Moritzburg mit Schlossteich und Schlossgarten – kurfürstliches Jagdschloss (mit Kapelle und allem originalen Inventar), mit Freitreppen, Terrassen, Skulpturen, acht Teich- und Torhäusern, Südtor und -brücke, Nordtor und -brücke, der Schlossinsel mit Parkanlage und Stützmauern, Fahrdamm und Teichhäuschen an der Straßenkreuzung, mit zwei Postmeilensäulen an der Schlossauffahrt, dazu alle Skulpturen im gesamten Parkbereich, mit dem Schlossgarten nördlich des Teiches (dazu zwei Kavaliershäuser, Parkmauern mit drei Toren, Wirtschaftshof und Schlossgärtnerei), mit der Teichanlage (mit einem Teichständer in Sandstein, der Schlossinsel mit Pavillon und der Uferallee) (Lage)
- Schlosspark mit Schlossgarten nördlich des Teiches (dazu zwei Kavaliershäuser, Parkmauern mit drei Toren, Wirtschaftshof und Schlossgärtnerei) (Lage)
- Hellhaus am Jagdstern im Alten Tiergarten, königlicher Jagdpavillon bzw. Belvedere auf ummauertem Podest mit Rampen und strahlenförmige Schneisenanlage (Jagdstern), die ursprünglich zur Parforcejagd diente – künstlerisch, baugeschichtlich und landschaftsgestaltend von Bedeutung, markantes spätbarockes, zum Klassizismus tendierendes Gebäude mit gestalterischem Anspruch, Beispiel der höfischen Alltagskultur im ausgehenden 18. Jahrhundert, der Jagdstern (Tiergarten) einer der frühesten dieser Art in Deutschland, wichtiger Teil der Kulturlandschaft Moritzburg. (Lage)
- Jagdforst Alter Tiergarten (Alter Tiergarten mit Jagdstern und Hellhaus nördlich des Schlossteiches), mit altem Wege- und Grabensystem und Resten der ehemaligen Mauerumfriedung, alle älteren Bogenbrücken aus Bruchstein oder Sandstein, z. B. Straßenbrücke am Mittelteich über den Abfluss zum Frauenteich (Lage)
- Jagdforst Neuer Tiergarten (Neuer Tiergarten westlich des Schlossteiches), mit Hoher Burg (Tunnel) im Neuen Tiergarten, alle Bogenbrücken aus Bruchstein oder Sandstein (Lage)
- Moritzburger Teiche im Landschaftsschutzgebiet (LSG) Friedewald und Moritzburger Teichgebiet. – Teichanlagen mit Altenteich (Oberer und Unterer/Niederer Altenteich), Fischerteich, Großteich (Ober-Großteich und Nieder-Großteich) mit zwei Inseln (Stern- und Eremiteninsel), Jägerteich, Johann-Georgen-Teich oder Georgenteich, Mittelteich, Schlossteich (Westlicher und Östlicher Schlossteich) mit Insel (Pavilloninsel), Schwanenteich, Sophienteich und Steingrundteich, an den Teichen zum Teil historische Teichständer (Lage)
- Hafenanlage in Fortsetzung der Ostachse des Fasanenschlösschens mit Anlegestelle sowie vier von Delphinen geschmückten Sandsteinvasen, Steinbänken und Mole mit Leuchtturm, Teil des Denkmalensembles der Fasanerie am Großteich (Lage)
- Mauern der Dardanellen am Moritzburger Großteich, Kanal sowie zwei Torsäulen, einschl. „Entenfang“ (Lage)
- Wildgehege Moritzburg – moderne Wildzooanlage (Lage)
- Historische Wildgehegeanlage der Fasanerie und Wildgehegemauern mit Toren sowie ehemalige Fasanenremisen, Teil des Denkmalensembles der Fasanerie am Großteich (Lage)
- Fasanenschlösschen mit benachbartem Fasanengehege, Fasanengarten und Felsterrassen mit Pflanzen- und Tierplastiken, hübscher Barockbau mit gärtnerisch gestalteter Umgegend, die Räume im Innern größtenteils in Rokokoformen, das Fasanenschlösschen ist Teil des Denkmalensembles der Fasanerie am Großteich (Lage)
- Brunnen mit Grotte und Skulpturen (Leda- oder Venus-Brunnen), Beginn der geplanten Wasserachse bis zum Schloss, zwei Brunnenbecken von sechs Vasen umgeben, zwei Kanalabschnitte, Sichtachse bis zum Schloss Moritzburg, Teil des Denkmalensembles der Fasanerie am Großteich (Lage)
- ehemaliger Gondelschuppen (heute Wohnhaus, Fasanerie 3) und Pavillonscheune des Hafens, benachbart ein weiterer Gondelschuppen (an der Mauer des Fasanengartens), Teil des Denkmalensembles der Fasanerie am Großteich (Lage)
- ehemalige Hofküche (später Forstamt, Fasanerie 4) mit separatem Brunnen- oder Bornhaus sowie Bruthäuser, Spaliergarten und Voliere (Nebengebäude der Fasanerie), Teil des Denkmalensembles der Fasanerie am Großteich, die Hofküche ein langgestreckter Bau, Kopfbau ehemals von oktogonalem Türmchen mit Zeltdach bekrönt (Lage)
- Marcolinihaus (Fasanenmeisterwohnhaus, jetzt Wohnhaus, Fasanerie 5) mit zwei Seitenflügeln sowie separat liegende Wildbretkeller (Keller mit Kellergewölbe) und Nebengebäude der Fasanerie, Teil des Denkmalensembles der Fasanerie am Großteich (Lage)
- Ökonomiehof (Ökonomiegebäude und Pferdeställe, Fasanerie 7) einer vierseitig geschlossenen Hofanlage (zum Teil Ruine), Teil des Denkmalensembles der Fasanerie am Großteich(Lage)
- ehemaliger Wagenschuppen (jetzt Wohnhaus, Fasanerie 6), Teil des Denkmalensembles der Fasanerie am Großteich (Lage)
- ehemalige Reitbahn (Reitbahngebäude mit Strohscheune, Fasanerie 8) mit drei kleinen, massiven Schuppen, Teil des Denkmalensembles der Fasanerie am Großteich (Lage)
- Brücke über den Kanal zur Fasanerie (Große Fasanenstraße) (Lage)
- Waldschänke Moritzburg (ehem. Torwärterhaus mit Fohlenstall, zuvor Hegerhauses), heute Gasthaus und Hotel, mit Einfahrtspfeilern, dazu Jagdfries „Jägerzug zu Fastnacht“ aus dem Jahre 1609 von Daniel Bretschneider dem Älteren als festes Interieur, Teil des Denkmalensembles Fasanerie am Großteich (Lage)
- Wirtschaftshof, ehem. Fohlenstall (heute Waldpension, Fasanerie 1) nahe der Waldschänke und Einfriedungsmauer um den Fasanengarten, Teil des Denkmalensembles der Fasanerie am Großteich (Lage)
- Haus Seeblick am Neuen Tiergarten (Kalkreuther Straße 1) (Lage)
- ehemaliges Torwärterhaus (Wohnstallhaus) am Alten Tiergarten (Radeburger Straße 1) (Lage)
- Zollhaus (Steuereinnehmerhaus oder Jägerhaus, Volkersdorfer Straße 25) am Jägerteich mit zwei, miteinander verbundenen Nebengebäuden, dazu Ufermauer des Jägerteichs entlang der Straße und Lindenlaube an der gegenüberliegenden Straßenecke (Lage)
- Bärnsdorfer Teichständer (einschl. Bauernhof – Zum Teichhaus 11), Hochwasserüberlauf oder Wehr im OT Bärnsdorf (Lage)
- Teichmeisterei im OT Bärnsdorf, einschl. Teichmeisterhaus (Zum Teichhaus 6), mit Anbauten rechts und links, weiterhin mit Bruchsteinmauer um das Grundstück und Hochwasserüberlauf oder Wehr (Lage)
- Jagdforst im OT Bärnsdorf (Lage)
- Jagdforst im OT Berbisdorf (Lage)
- Jagdforst im OT Cunnertswalde (Lage)
- Jagdforst im OT Reichenberg (Lage)

## Galerie

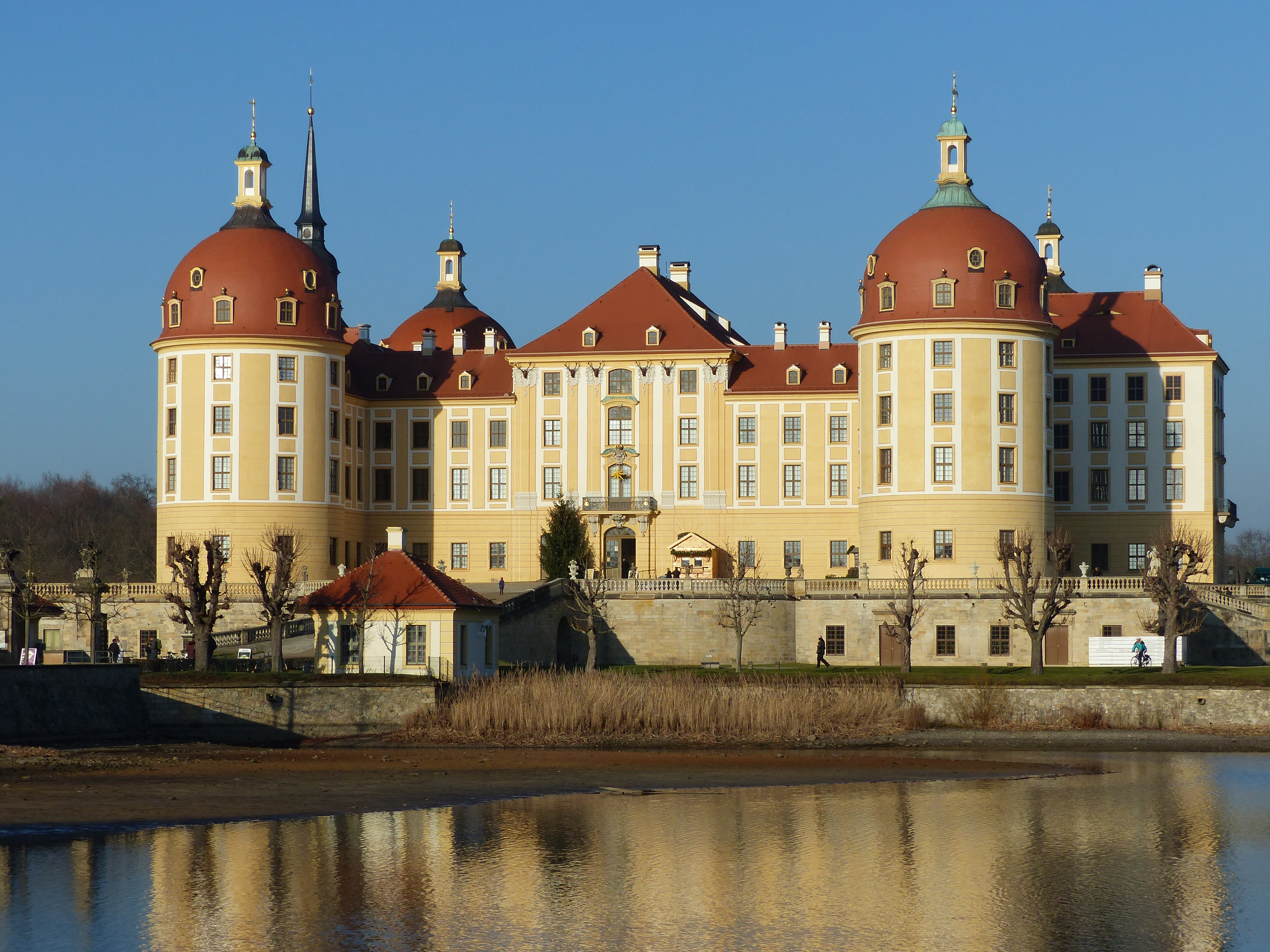
Jagdschloss Moritzburg
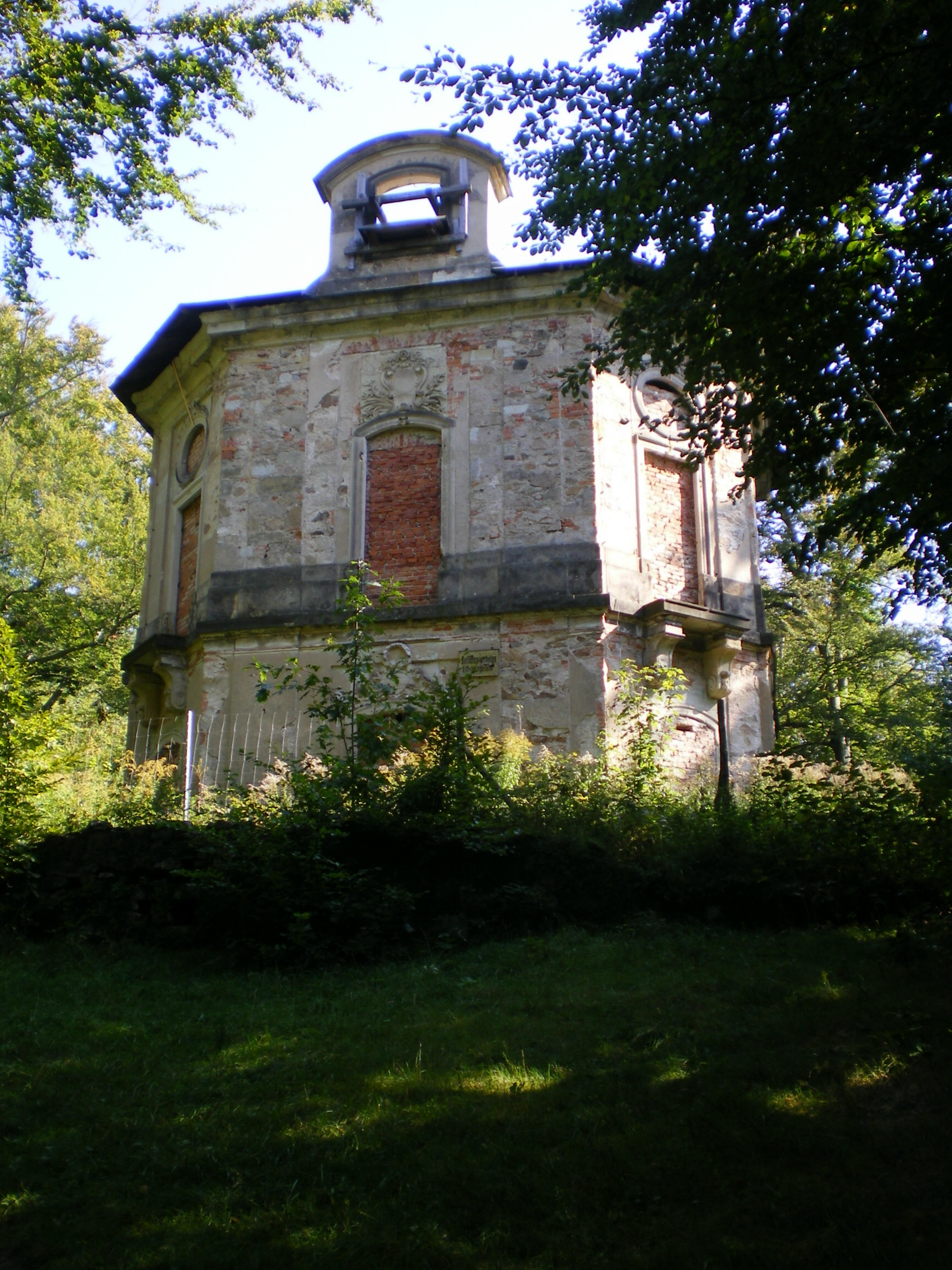
Hellhaus – Jagdpavillon und Belvedere
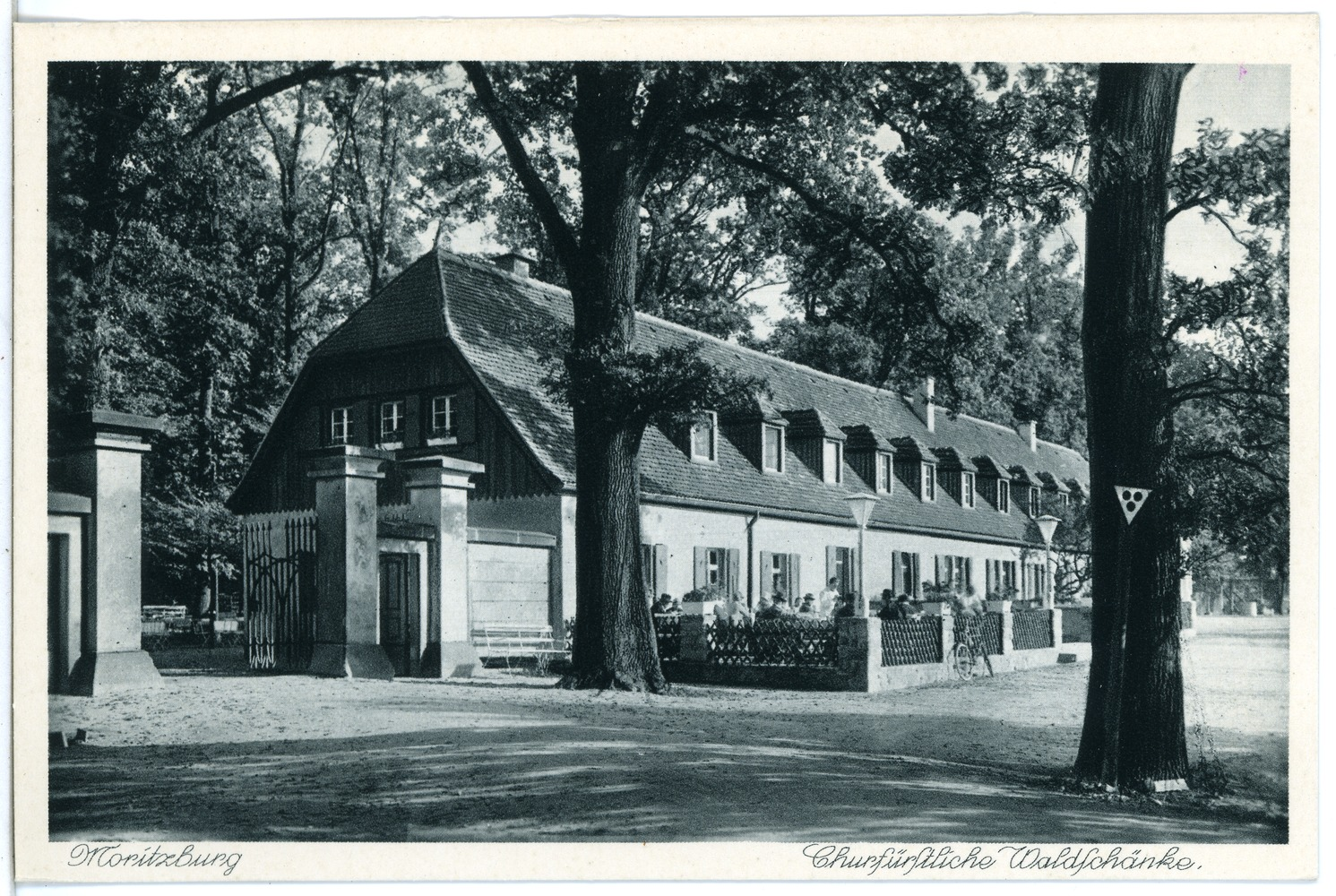
Waldschänke Moritzburg
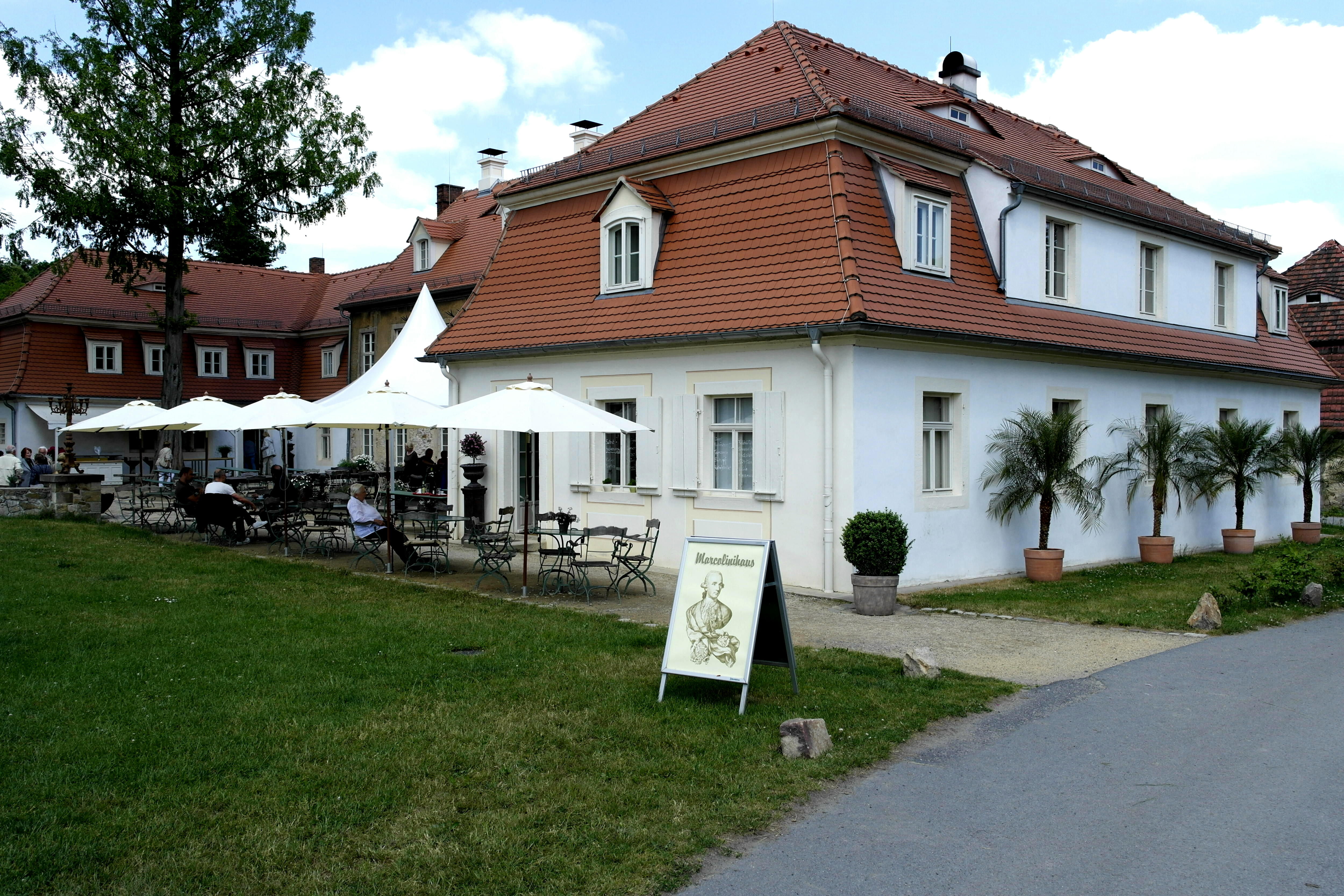
Marcolinihaus (Fasanenmeisterhaus)
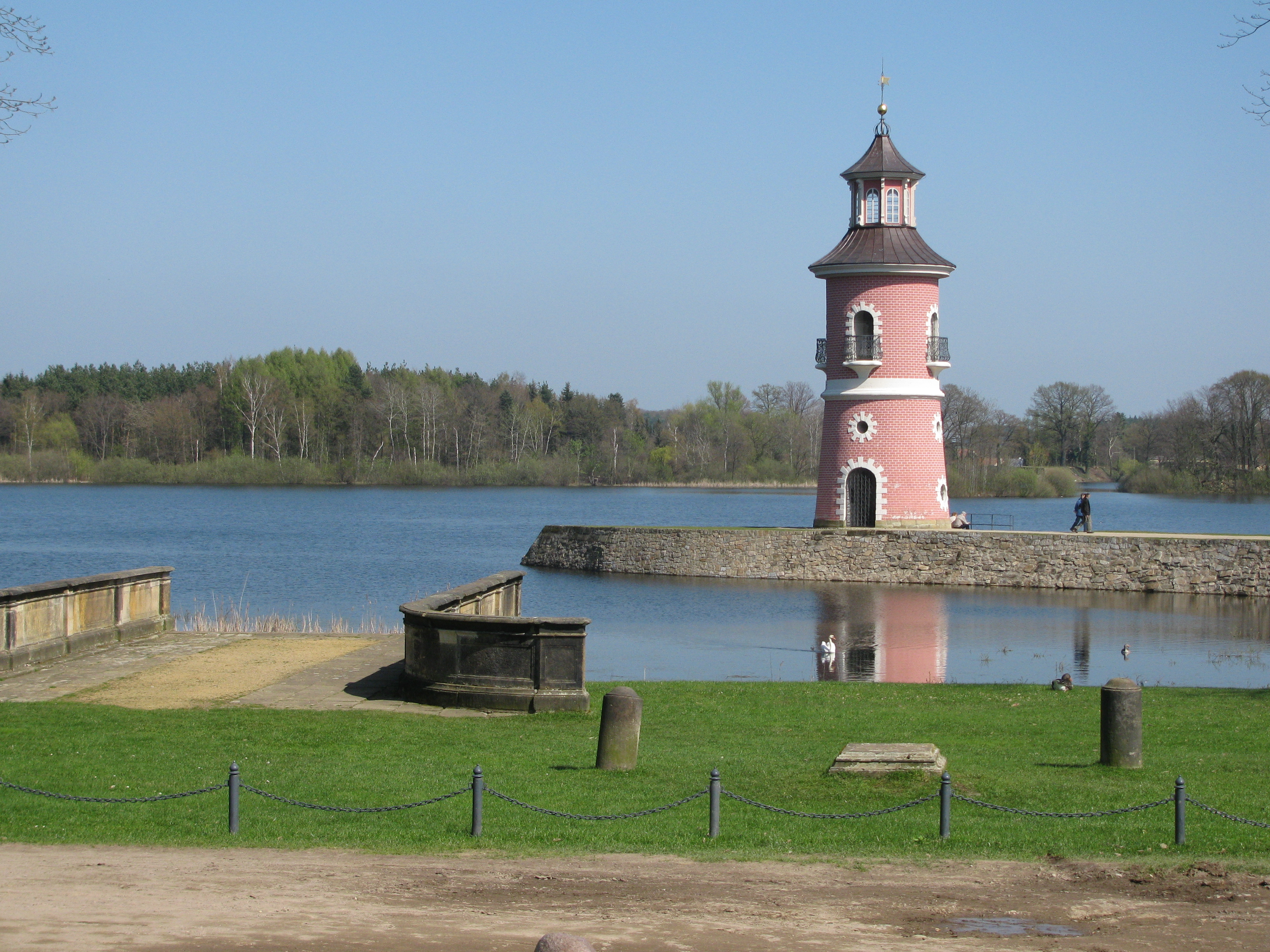
Leuchtturm am Großteich
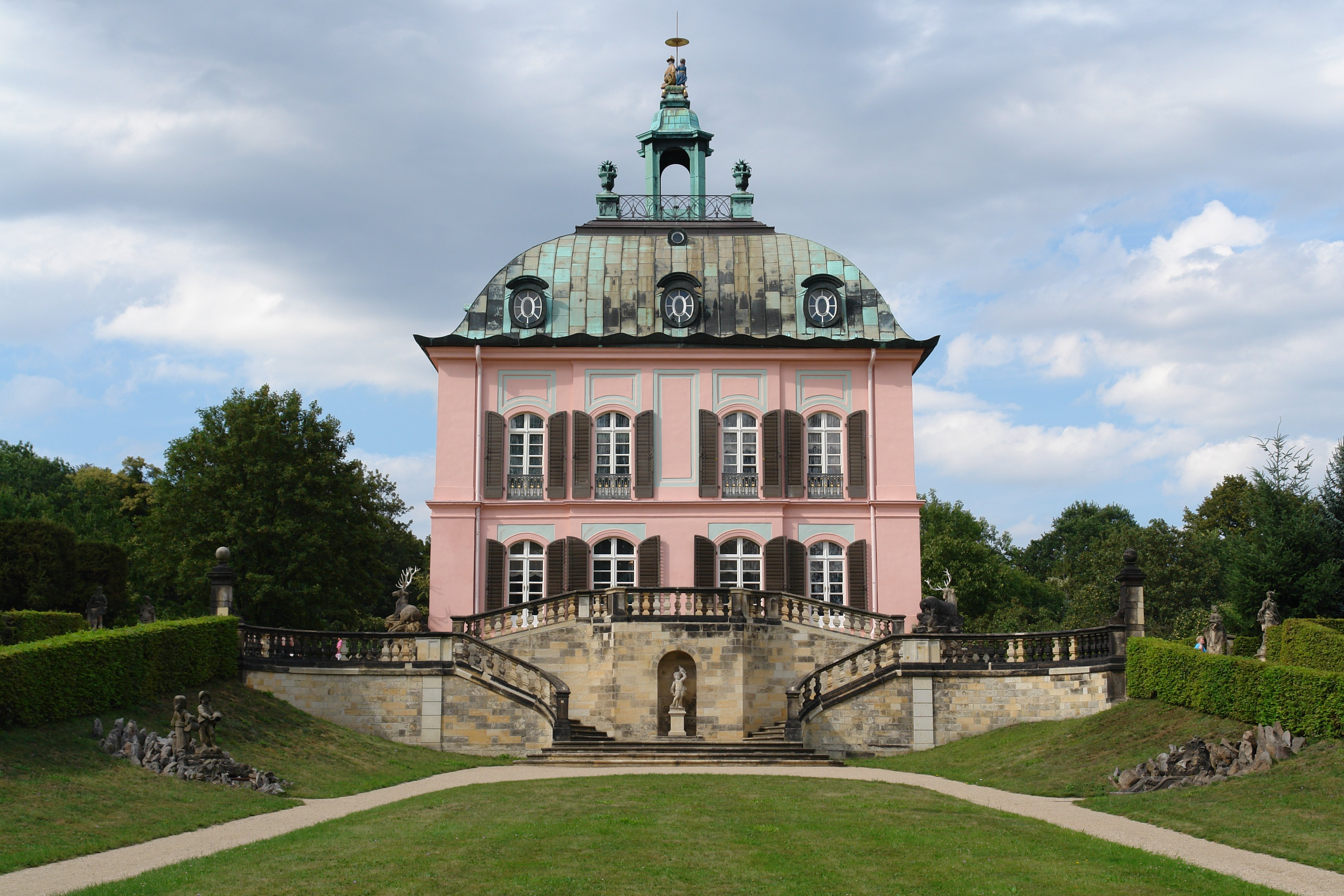
Fasanenschlösschen Moritzburg
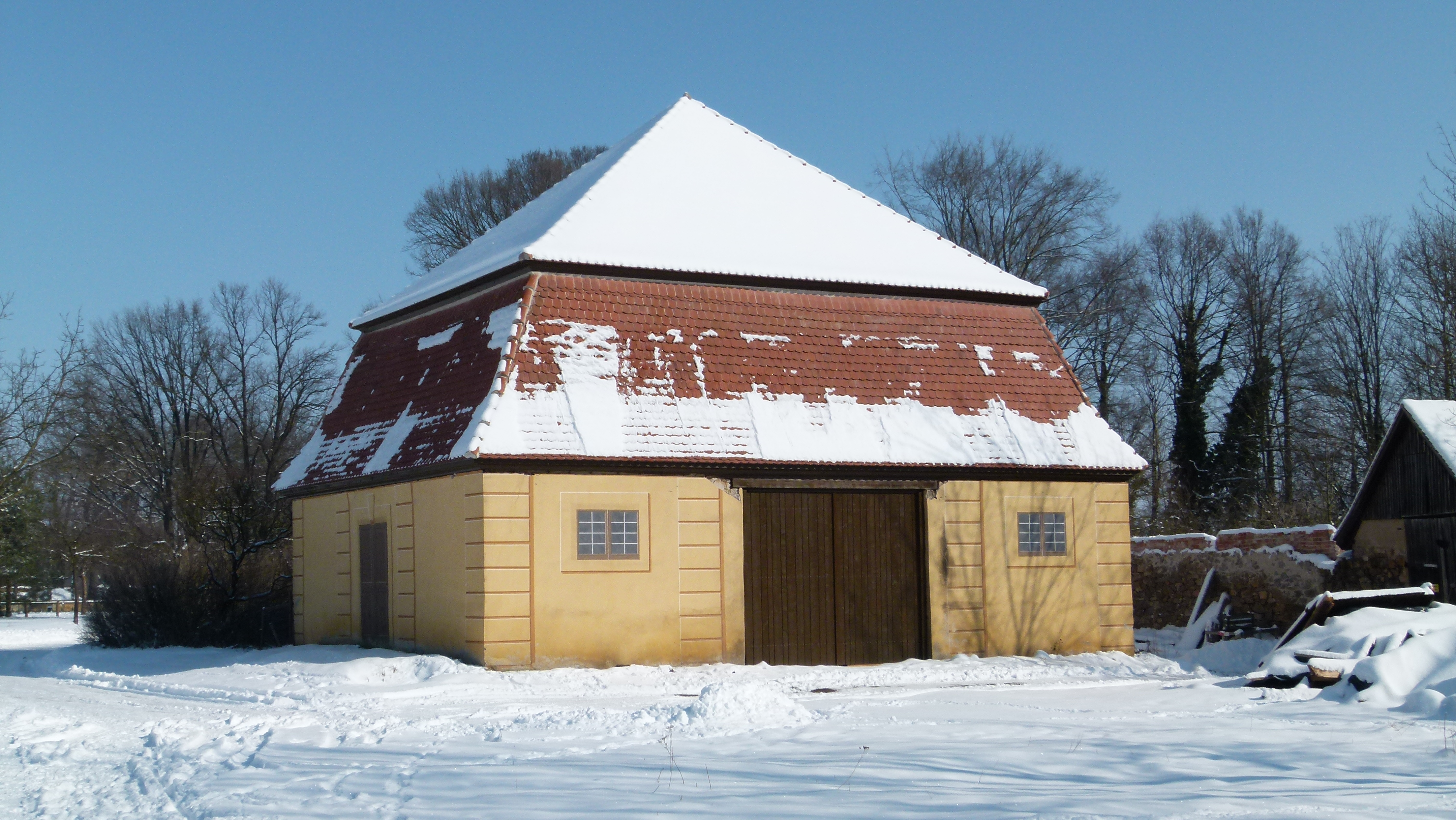
Gondelschuppen
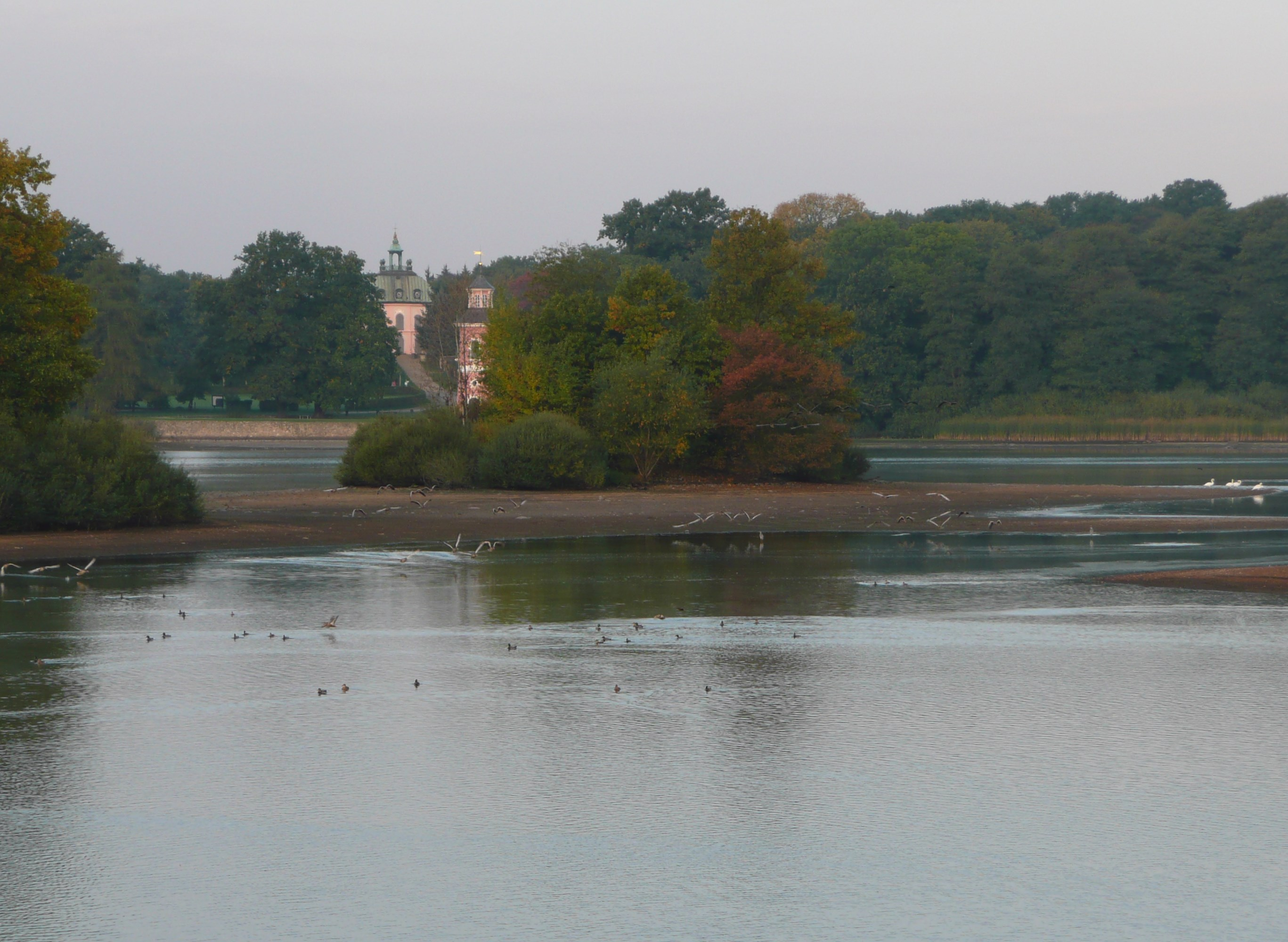
Zum Teichhaus
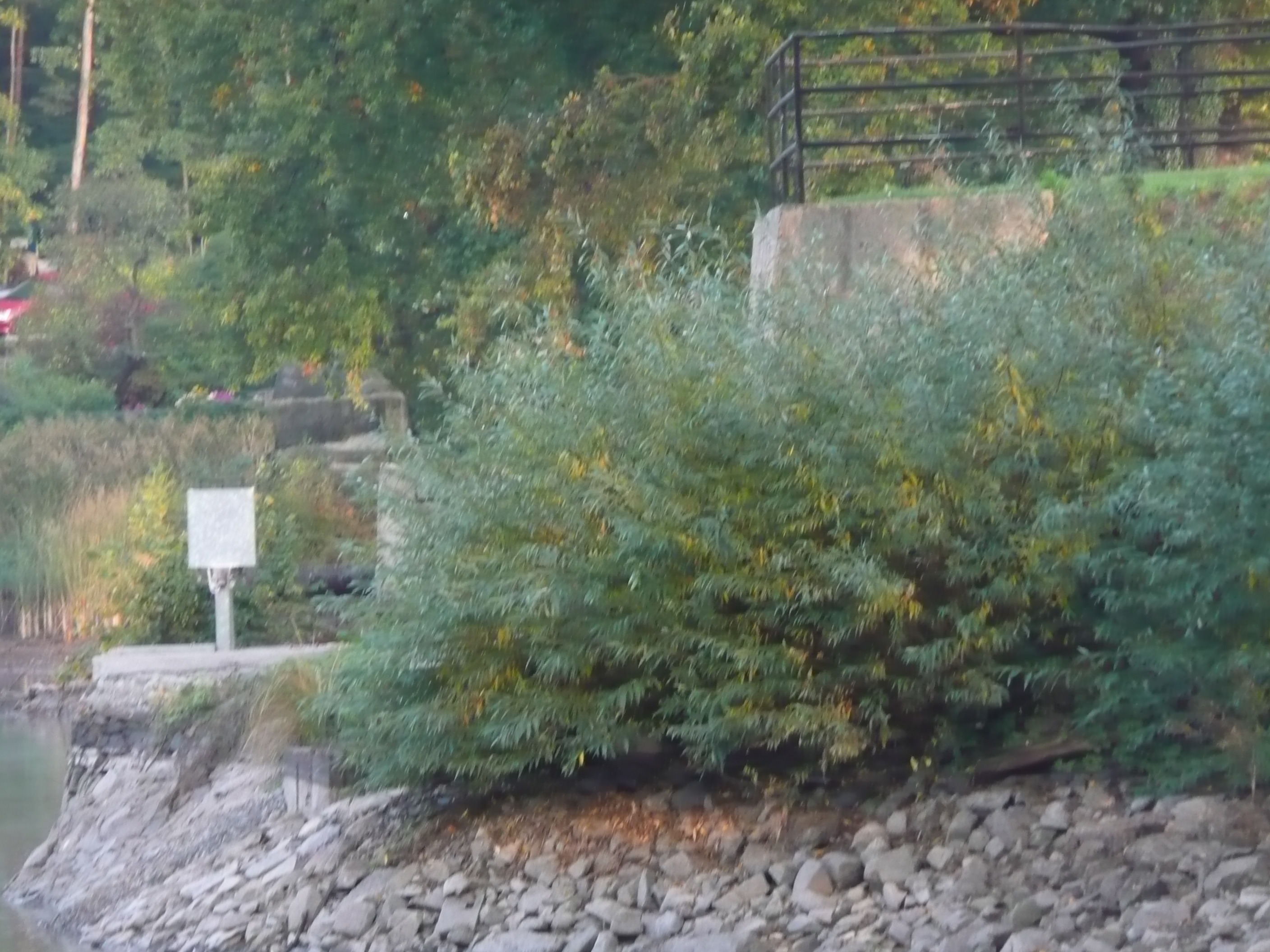
Bärnsdorfer Teichständer
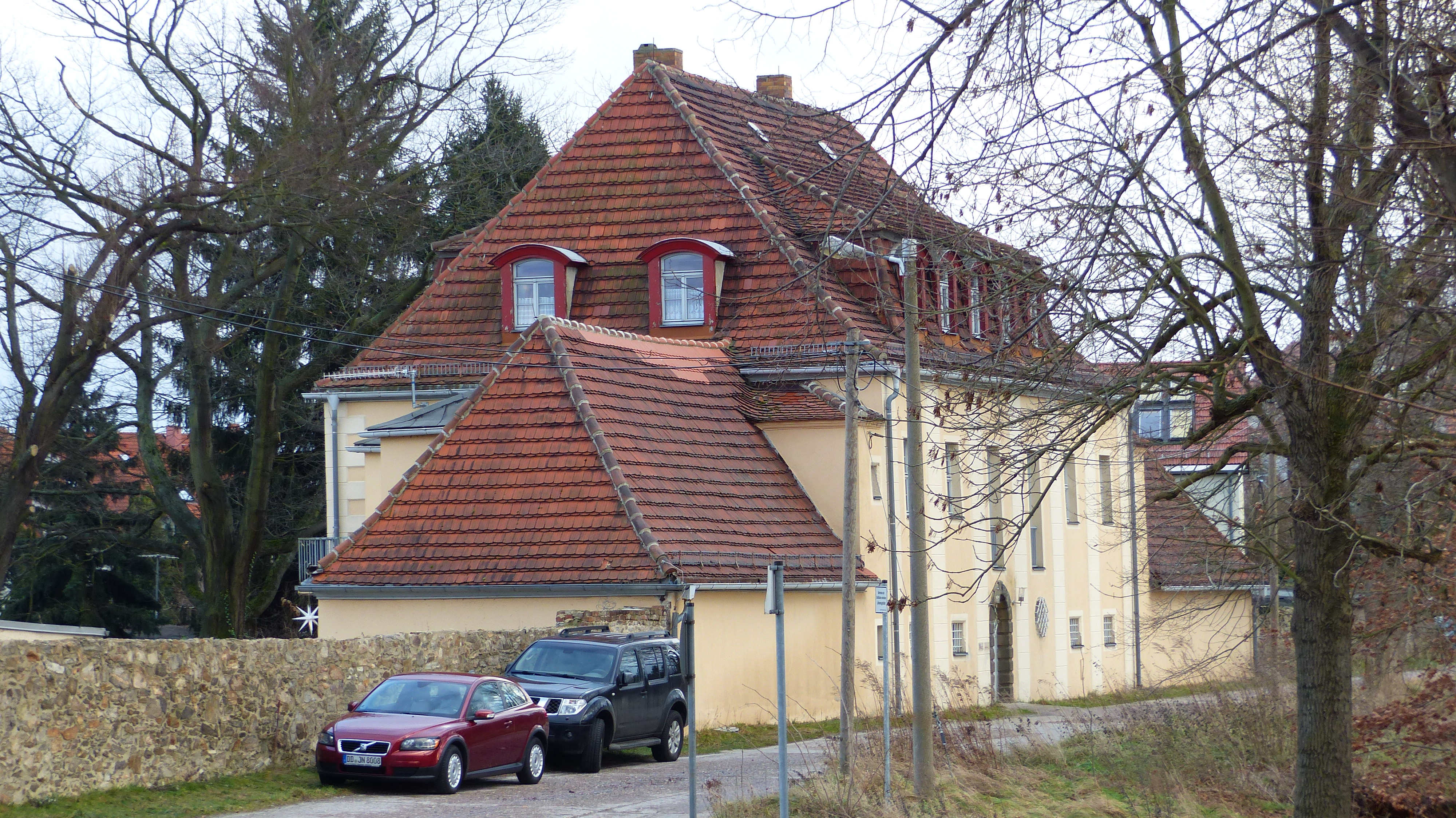
Haus des Teichmeisters